# Plateforme pour la vie et la paix
Plateforme pour la vie et la paix (en ukrainien : Платформа за життя та мир, romanisé : Platforma za zhyttya ta myr ; en russe : Платформа за жизнь и мир, Platforma za zhizn' i mir) est un groupe parlementaire et parti politique ukrainien, créé en 2022.

## Historique

### Dissolution de son prédécesseur
Le parti Plateforme d'opposition – Pour la vie est accusé d'entretenir des liens avec la Russie et dans le contexte de l'invasion de l'Ukraine par la Russie, le parti est banni aux côtés de dix autres partis par le président Volodymyr Zelensky le 20 mars 2022. En réponse à cette décision, le parti publie un communiqué dans lequel il estime que « La seule explication d’une telle démarche des autorités est un raid politique illégal et une lutte politique sans scrupule avec leur principal adversaire ». 

### Création
Le parti est fondé le 21 avril 2022 par Iouri Boïko, d'abord en tant que groupe parlementaire à la Rada.